# Rocka Rolla
Rocka Rolla (від Рок-н-Рол і Кока-кола) — дебютний студійний альбом англійського хеві-метал-гурту Judas Priest, випущений 6 вересня 1974 року лейблом Gull Records. Продюсером запису виступив Роджер Бейн, який став відомим як продюсер перших трьох альбомів Black Sabbath. Це єдиний альбом гурту з барабанщиком Джоном Гінчем.

## Про альбом
За словами гурту, альбом записувався наживо, в студії (тобто, коли всі музиканти грали одночасно, як на концерті, проти більш популярного методу, коли кожний музикант записувався окремо, а потім частини пісні змішувалися).
Початкова обкладинка альбому та логотип не подобалися Judas Priest — на думку учасників гурту, вони не відповідали стилю хеві-метал.
Під час запису альбому у студії виникли технічні проблеми, що призвело до поганої якості звуку та шипіння альбому. Гітарист Ґленн Тіптон, який приєнався до гурту перед записом Rocka Rolla, написав тільки дві пісні — заголовну і баладу «Run of the Mill».
Деякі пісні були написані колишні вокалістом гурту Елом Аткінсом, і були регулярними частинами їх живих виступів у Манчестері, де група стала доволі знаменитою за попередні кілька років. Трек «Caviar and Meths», який був написаний Аткінсом, Даунінґом та Гіллом тривалістю 14 хвилин був скорочений через обмеженість у часі до 2:02. Довша версія пісні з'являється в альбомі Аткінса 1998 року Victim of Changes. Хоча це не повна версія, вона триває 7 хвилин (оригінал — 14 хвилин). Цей же альбом Аткінса також містить кавери на «Winter» і «Never Satisfied».
На цьому етапі кар'єри гурт ще не виробив свій фірмовий імідж — «Denim and Leather». Крім того музика альбому представляла з себе хард-рок і блюз-рок з елементами психоделічного року і артроку, на відміну від наступних релізів, які представляють з себе хеві-метал. Це робить стиль альбому практично невпізнанним у порівнянні з пізнішими альбомами гурту, хоч він і має подвійні гітари, а «Run of the Mill» — взагалі перша пісня, яка була спеціально розроблена для вокального діапазону Гелфорда, а не Аткінса. Барабанщик Джон Гінч був звільнений у 1975 році перед записом наступної платівки. Пізніше Тіптон назвав його «музично неадекватним» для майбутніх планів гурту.
Альбом перевидавався кілька разів протягом багатьох років, а в 1984 році вийшов з іншим дизайном обкладинки. Оригінальна обкладинка альбому у вигляді кришечки від пляшки спочатку була розроблена дизайнером Джоном Паше для використання з невстановленим альбомом гурту The Rolling Stones. Обкладинка перевидання (авторства художника Мелвіна Ґранта, яка спочатку була використана як обкладинка роману «Сталевий цар») також була використана для обкладинки гри Ballistix у США для TurboGrafx-16 та Amiga.
Більшість пісень з Rocka Rolla не виконувались Judas Priest наживо з середини кінця 1970-х років, хоча сольний гурт Гелфорда виконував «Never Satisfied» під час живих виступів у 2003 році, також ця пісня була частиною сет-ліста Epitaph World Tour 2011—2012 років. «Rocka Rolla» була вперше виконана з 1976 року на фестивалі Bloodstock Open Air у 2021 році.
Тур для альбому був першим міжнародним туром Judas Priest з концертами в Німеччині, Нідерландах, Норвегії та Данії, включаючи один концерт в готелі Klubben у місті Тенсберг, який викликав дещо негативні відгуки в місцевій пресі.

## Прийом
Альбом був проданий малий тиражем, через що гурт опинився в жахливому фінансовому становищі. Вони намагалися укласти угоду з лейблом, щоб ті платили їм 50 фунтів на тиждень, але Gull, який також страждав від економічних проблем, відмовився. У ретроспективному огляді AllMusic поставив альбому Rocka Rolla оцінку 2,5 з п'яти зірок і сказав, що, хоча це був «ескізний і недостатньо сфокусований дебют», альбом «безперечно натякає на потенціал та оригінальність Judas Priest».

## Пісні
«One for the Road» описує радість музики та користь, яку вона приносить, і те, як було б погано, якби не було музики. В певній мірі композиція автобіографічна для самого гурту.
«Rocka Rolla» розповідає про чоловіка-рокера та його дику, агресивну та жорстоку жінку-рокерку, яка любить вечірки. В тексті натякається, що такий тип жінок може вас привабити, але, ймовірно, принесе вам проблеми.
Третій, четвертий та п'ятий треки містять в собі тематику зими та холоду:
- «Winter» оповідає про зимовий блюз, який тепер називають «зимовою депресією»[13]. У цій пісні використано передову на той час технологію — квадрофонічний звук. Ідея полягала в тому, що з чотирма динаміками, розташованими навколо слухача, звук рухався навколо них, коли звучала пісня.[14]
- «Deep Freeze» описує людину, яка погано почувається через снігопад[15].
- «Winter Retreat» є можливим продовженням минулої композиції. Тут описано людину, яка через поступове потепління починає добре почуватися[16].

«Cheater» — композиція про те, як оповідач натрапив на зраду його жінки з іншим чоловіком. Потім він вбиває їх з пістолета, що лежав на туалетному столику.
«Never Satisfied» на перший погляд ніби відображає меланхолійну природу часу та сутність людства. На початку той, хто розповідає казку, перебуває в депресії, але починає виявляти все більше й більше злості та розчарування в міру просування пісні. Його останні слова, здається, підкреслюють самотність і відчай людини на нескінченному роздоріжжі. Обраний ним шлях обов'язково заведе його в інший глухий кут.
У «Run of the Mill» йдеться про людину, яку вбило власне суспільство, а саме про старого чоловіка, який, проживши своє життя, роблячи те, що йому наказувало робити суспільство, озирається назад і нарешті усвідомлює помилковість того, що він робив, наскільки його життя було надто диктоване іншими, а не ним самим. Тепер, коли він усвідомлює це, він проходить через «суспільство» і вирішує, що не може продовжувати, символізуючи самогубство або смерть.
«Dying to Meet You/Hero, Hero» описує солдата, який задовольняє свої інстинкти вбивства в ім'я патріотизму, гвалтує і грабує, тому що йому наказали так робити «суворі лідери». Можливо, солдат у пісні належить армії Нацистської Німеччини.
«Caviar and Meths» — проста та коротка композиція. Вона спочатку була 10-хвилинною епопеєю з перших днів Judas Priest. Однак, коли гурт намагався помістити пісню на свій дебютний альбом, продюсери попросили музикантів перетворити пісню на 2-хвилинну інструментальну композицію.

## Список композицій
| Перша сторона | Перша сторона      | Перша сторона                  | Перша сторона |
| #             | Назва              | Автор                          | Тривалість    |
| ------------- | ------------------ | ------------------------------ | ------------- |
| 1.            | «One for the Road» | Роб Гелфорд, К. К. Даунінґ     | 4:34          |
| 2.            | «Rocka Rolla»      | Гелфорд, Даунінґ, Ґленн Тіптон | 3:05          |
| 3.            | «Winter»           | Ел Аткінс, Даунінґ, Іен Гілл   | 1:41          |
| 4.            | «Deep Freeze»      | Даунінґ                        | 1:21          |
| 5.            | «Winter Retreat»   | Гелфорд, Даунінґ               | 3:28          |
| 6.            | «Cheater»          | Гелфорд, Даунінґ               | 2:59          |

| Друга сторона | Друга сторона                        | Друга сторона            | Друга сторона |
| #             | Назва                                | Автор                    | Тривалість    |
| ------------- | ------------------------------------ | ------------------------ | ------------- |
| 7.            | «Never Satisfied»                    | Аткінс, Даунінґ          | 4:50          |
| 8.            | «Run of the Mill»                    | Гелфорд, Даунінґ, Тіптон | 8:34          |
| 9.            | «Dying to Meet You/Hero, Hero»       | Гелфорд, Даунінґ         | 6:23          |
| 10.           | «Caviar and Meths» (Інструментальна) | Аткінс, Даунінґ, Гілл    | 2:02          |

| Бонус трек перевидання 1987 року | Бонус трек перевидання 1987 року                      | Бонус трек перевидання 1987 року | Бонус трек перевидання 1987 року |
| #                                | Назва                                                 | Автор                            | Тривалість                       |
| -------------------------------- | ----------------------------------------------------- | -------------------------------- | -------------------------------- |
| 11.                              | «Diamonds & Rust» (кавер Джоан Баез, запис 1975 року) | Джоан Баез                       | 3:12                             |

Оригінальний британський лонгплей має довшу версію пісні «Rocka Rolla», ніж версія, яка використовується для випуску вінілу в США, а також більшості компакт-дисків. На початку пісні є додатковий куплет і приспів.
Дуже рідкісне перше видання британського лонгплею має слова «Thanks for the words Al!»(укр. Дякуємо за слова Елу!), надруковані останніми в титрах у синьому кружечку на задній обкладинці. Це, ймовірно, посилання на оригінального вокаліста Ела Аткінса, було видалено на інших версіях вінілу Gull.
На деяких версіях CD-релізу «Rocka Rolla» хронометрується на 4:00, а «Winter» на 0:45, перетворюючись на мікс, але залишаючись на окремих треках. Деякі релізи, наприклад, Hero, Hero також об'єднують «Winter», «Deep Freeze» та «Winter Retreat» в один трек. У версії для iTunes ці три пісні та «Cheater» об'єднані в один трек.
Версія «Diamonds & Rust», яка з'являється у перевиданні, була записана під час сесій Sad Wings of Destiny, на відміну від версії, яка з'являється на Sin After Sin.
Альбом містить найдовший трек Judas Priest «Run of the Mill» (8:34) до «Cathedral Spires» (9:17) з альбому Jugulator. Це також найдовший трек, написаний у співавторстві Гелфордом, Даунінґом і Тіптоном, до «Lochness» (13:28) з альбому Angel of Retribution.
Шведський блек-метал-гурт Vondur зробив кавер на пісню «Rocka Rolla», який ввійшов до мініальбому гурту The Galactic Rock n' Roll Empire.
У 2023 році гурт повернув право на записи Rocka Rolla та Sad Wings of Destiny через компанію Reach Music і планує випустити перевидання на честь 50-річчя першого студійного запису у 2024 році.

## Учасники запису
Judas Priest
- Роб Гелфорд — вокал, губна гармошка
- Ґленн Тіптон — гітара, синтезатори, бек-вокал
- К. К. Даунінґ — гітара
- Іен Гілл — бас-гітара
- Джон Гінч — ударні
- Алан Мур — ударні на «Diamonds & Rust»

Виробництво
- Продюсер: Роджер Бейн
- Інженер — Вік Сміт
- Концепція обкладинки — Джон Паше; фото — Брайс Етвелл
- Фотографії гурту — Алан Джонсон